# Chanteuges
Chanteuges är en kommun i departementet Haute-Loire i regionen Auvergne-Rhône-Alpes i centrala Frankrike. Kommunen ligger i kantonen Langeac som tillhör arrondissementet Brioude. År 2022 hade Chanteuges 408 invånare.

## Befolkningsutveckling
Antalet invånare i kommunen Chanteuges
| Referens: INSEE |